# Marion Ross

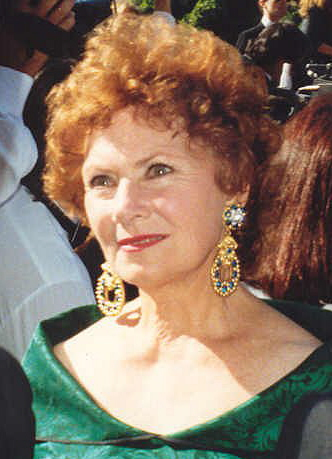
Marion Ross bei den Emmys 1992

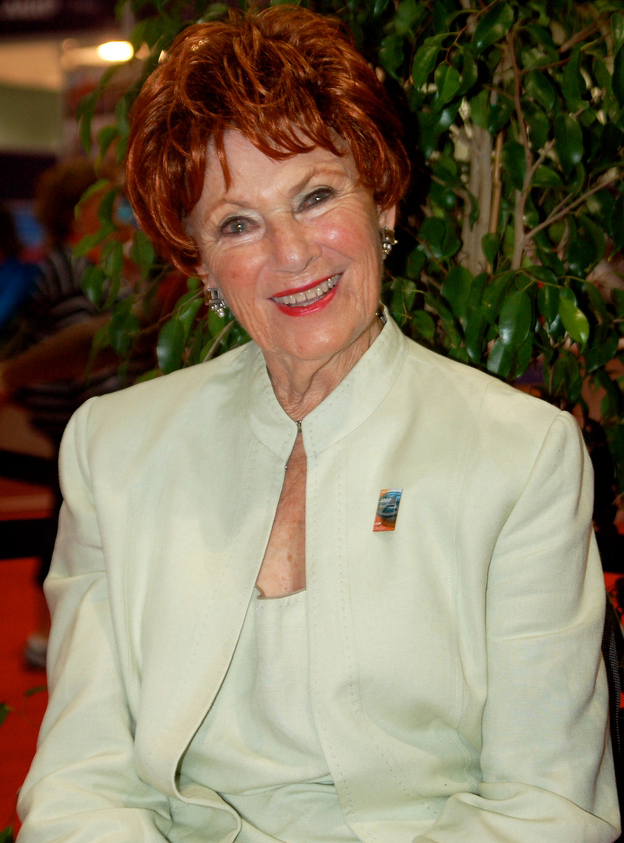
Marion Ross im Jahr 2011

Marion Ross (* 25. Oktober 1928 in Albert Lea, Minnesota als Marian Ross) ist eine US-amerikanische Schauspielerin.

## Leben
Ross wuchs in Albert Lea, Waconia und Wilmar im Bundesstaat Minnesota auf. Sie hat eine ältere Schwester Alicia und einen jüngeren Bruder Gordon. Ross änderte ihren Vornamen von Marian zu Marion, da sie diesen für ihre Schauspielkarriere vorteilhafter hielt. Nachdem sie ihr zweites Jahr an der Highschool beendet hatte, ging sie als Au-pair-Mädchen nach Minneapolis. Dort nahm sie Schauspielunterricht am MacPhail Center for the Arts und besuchte die Southwest High School. Ein Jahr später zog ihre Familie nach San Diego, Kalifornien.
Ross schrieb sich dort am San Diego State College ein und wurde als die beste Schauspielerin des Colleges gehandelt. Nach ihrem Abschluss 1950 spielte sie in La Jolla Theater. Der dortige Regisseur war von ihrem Schauspieltalent derart überzeugt, dass er ihr empfahl, eine Karriere auf der Kinoleinwand zu beginnen. 1951 heiratete Ross Freeman Meskiman. Aus der Ehe gingen zwei Kinder, der Schauspieler Jim Meskimen (* 1959) sowie die Regisseurin und Drehbuchautorin Ellen Plummer, hervor. 1969 wurde die Ehe geschieden. Von Ende der 1980er-Jahre bis zu seinem Tod war sie mit dem Schauspieler Paul Michael (1926–2011) in einer Beziehung. Marion Ross lebt heute in Los Angeles.

## Karriere
Ihr Debüt gab Ross 1953 in dem Film Die pikanten Jahre einer Frau (Forever Female) an der Seite von Ginger Rogers. Es folgten kleine Rollen in Die Glenn Miller Story, Sabrina (beide 1954) und Unternehmen Petticoat (1959). Auch ihre Fernsehkarriere begann im Jahr 1953, für zwei Jahre spielte sie dort in der Serie Life With Father. Danach war sie unter anderem in The George Burns and Gracie Allen Show, Der Chef und Kobra, übernehmen Sie zu sehen. Die Karriere von Ross blieb lange weitgehend auf Nebenrollen beschränkt, oft verkörperte sie arbeitende Frauen wie Dienstmädchen und Krankenschwestern, gelegentlich auch die beste Freundin der Hauptdarstellerin.
Einem breiten Publikum wurde Ross erst durch die Hit-Fernsehserie Happy Days bekannt, wo sie von 1974 bis 1984 die Rolle der Familienmutter Marion Cunningham verkörperte. Nach dem unerwarteten Erfolg von Happy Days stand Ross für zahlreiche weitere Fernsehproduktionen vor der Kamera. Anfang der 1990er-Jahre war sie noch in der kurzlebigen Fernsehserie Brooklyn Bridge in einer Hauptrolle zu sehen, die ihr eine Nominierung für den Emmy Award einbrachte. 
Zu ihren späteren Rollen gehört die Doppelrolle der Großmutter Lorelai ‚Trix‘ Gilmore sowie deren Nichte Marilyn Gilmore in sechs Folgen der Gilmore Girls und die der Großmutter Bernice Forman in vier Folgen von Die wilden Siebziger. Weiterhin war sie in der Drew Carey Show als Careys Mutter zu sehen. In der englischen Originalfassung der Zeichentrickserie SpongeBob Schwammkopf lieh sie seit 2001 der Großmutter Schwammkopf in einigen Folgen ihre Stimme. Auch in den 2010er-Jahren war die inzwischen über 80-jährige Ross meistens in mehreren Film- und Fernsehproduktionen pro Jahr zu sehen.

## Auszeichnungen
Marion Ross war insgesamt fünf Mal für einen Emmy nominiert, außerdem für ihre Nebenrolle in der Komödie Jahre der Zärtlichkeit – Die Geschichte geht weiter für den Golden Globe Award. Zweimal wurde sie mit dem amerikanischen Fernsehpreis Q Award ausgezeichnet. Seit dem 12. Juli 2001 hat sie einen Stern auf dem Hollywood Walk of Fame.

## Filmographie (Auswahl)

### Kino
- 1953: Die pikanten Jahre einer Frau (Forever Female)
- 1954: Die Glenn Miller Story (The Glenn Miller Story)
- 1954: Das Geheimnis der Inkas (Secret of the Incas)
- 1954: Schachmatt (Pushover)
- 1954: Sabrina
- 1956: Auch Helden können weinen (The Proud and Profane)
- 1956: Vincent van Gogh – Ein Leben in Leidenschaft (Lust for Life)
- 1956: Fanfaren der Freude (The Best Things in Life Are Free)
- 1956: In 80 Tagen um die Welt (Around the World in 80 Days)
- 1958: Reporter der Liebe (Teacher’s Pet)
- 1958: Verdammt sind sie alle (Some Came Running)
- 1959: Die Welt der Sensationen (The Big Circus)
- 1959: Eine tolle Nummer (It Started with a Kiss)
- 1959: Unternehmen Petticoat (Operation Petticoat)
- 1961: Planskizze Boston-Bank (Blueprint for Robbery)
- 1970: Airport
- 1970: Colossus (Colossus: The Forbin Project)
- 1971: Honky
- 1977: Gib Gas... und laßt euch nicht erwischen (Grand Theft Auto)
- 1996: Jahre der Zärtlichkeit – Die Geschichte geht weiter (The Evening Star)
- 2003: Dickie Roberts: Kinderstar (Dickie Roberts: Former Child Star)
- 2007: Music Within
- 2007: Smiley Face
- 2008: Superhero Movie
- 2014: A Reason
- 2018: Angels on Tap
- 2021: Senior Entourage

### Fernsehen
- 1953–1955: Life with Father (regelmäßige Rolle, unbekannte Folgenzahl)
- 1954: The Lone Ranger (Folge 4x09 Der Prediger)
- 1959: Perry Mason (Folge 2x17 Der Fall mit der vergessenen Frau)
- 1959: Dezernat M (M Squad, Folge 2x35)
- 1959: Mutter ist die Allerbeste (The Donna Reed Show, Folge 2x09)
- 1959: Die Unbestechlichen (The Untouchables, Folge 1x10 Die Dutch Schulz Story)
- 1960: Vater ist der Beste (Father Knows Best, Folge 6x21)
- 1961/1967: Im Wilden Westen (Death Valley Days, 2 Folgen)
- 1962: Kein Fall für FBI (The Detectives, Folge 3x26)
- 1962: Tausend Meilen Staub (Rawhide, 2 Folgen)
- 1962/1963: Route 66 (2 Folgen)
- 1963–1964: Das große Abenteuer (The Great Adventure, 2 Folgen)
- 1963–1964: Mr. Novak (5 Folgen)
- 1965: Auf der Flucht (The Fugitive, Folge 3x04)
- 1965–1966: Paradise Bay (158 Folgen)
- 1968–1972: Der Chef (Ironside, 3 Folgen)
- 1969: Gleich ist es soweit (Any Second Now, Fernsehfilm)
- 1969: Drei Mädchen und drei Jungen (The Brady Bunch, Folge 1x13 Masern)
- 1969, 1971: Hawaii Fünf-Null (Hawaii Five-O, 2 Folgen)
- 1969–1973: Mannix (3 Folgen)
- 1971: Kobra, übernehmen Sie (Mission: Impossible, Folge 5x21)
- 1972/1973: Dr. med. Marcus Welby (Marcus Welby, M.D., 2 Folgen)
- 1973: Notruf California (Emergency!, Folge 3x09)
- 1974–1984: Happy Days (Fernsehserie, 255 Folgen)
- 1975–1976: Petrocelli (2 Folgen)
- 1976: Die Straßen von San Francisco (The Streets of San Francisco, 2 Folgen)
- 1978: Pearl Harbor (Pearl, Miniserie, 3 Folgen)
- 1978–1987: Love Boat (The Love Boat, 14 Folgen)
- 1979–1996: Junge Schicksale (ABC Afterschool Specials, 4 Folgen)
- 1980: Julie erobert den Himmel (Skyward, Fernsehfilm)
- 1981: Opfer um Mitternacht (Midnight Offerings, Fernsehfilm)
- 1984: Fantasy Island (Folge 7x20)
- 1985: Murchison/Harris – Anwälte in L.A. (Sins of the Father, Fernsehfilm)
- 1985: Hotel (Folge 3x02)
- 1986: Du schon wieder (You Again?, Folge 2x09)
- 1989: Harrys wundersames Strafgericht (Night Court, Folge 6x14)
- 1989: Unter Brüdern (Brothers, Folge 5x25)
- 1990: MacGyver (Folge 6x07 Der Wille von Harry)
- 1991–1993: Brooklyn Bridge (33 Folgen)
- 1994: Danielle Steel – Vertrauter Fremder (Danielle Steel’s A Perfect Stranger, Fernsehfilm)
- 1994: Nachtschicht mit John (The John Larroquette Show, Folge 2x11)
- 1995: Hart aber herzlich – Geheimnisse des Herzens (Hart to Hart: Secrets of the Hart, Fernsehfilm)
- 1995–2003: Ein Hauch von Himmel (Touched by an Angel, 4 Folgen)
- 1996: In Stille gefangen (Hidden in Silence, Fernsehfilm)
- 1996: Ein Wink des Himmels (Promised Land, Folge 1x03)
- 1997: Allein gegen die Zukunft (Early Edition, Folge 1x19)
- 1997: Superman (Superman: The Animated Series, Folge 2x04, Stimme)
- 1997–2004: Drew Carey Show (The Drew Carey Show, 16 Folgen)
- 1998: Das Grauen am See (The Lake, Fernsehfilm)
- 1998–1999: Die wilden Siebziger (That ’70s Show, 4 Folgen)
- 2001: Der Boxer und die alten Damen (Ladies and the Champ, Fernsehfilm)
- 2001–2005: Gilmore Girls (6 Folgen)
- 2001–2024: SpongeBob Schwammkopf (SpongeBob SquarePants, 5 Folgen, Stimme)
- 2005: Family Guy (Folge 4x18 Die Kirche des Fonz, Stimme)
- 2006: Out of Practice – Doktor, Single sucht … (Out of Practice, Folge 1x13)
- 2006–2012: Meister Mannys Werkzeugkiste (Handy Manny, 9 Folgen)
- 2007–2010: Brothers & Sisters (3 Folgen)
- 2009: The New Adventures of Old Christine (Folge 5x06)
- 2010: Nurse Jackie (Folge 2x05)
- 2010: Grey’s Anatomy (Folge 6x22 Der Traum vom Glück)
- 2010: Mission Scooby-Doo (Scooby-Doo! Mystery Incorporated, Folge 1x13, Stimme)
- 2012: Up All Night (Folge 1x24)
- 2013: The Middle (Folge 4x24 Die Reifeprüfung)
- 2013: Anger Management (Folge 2x21 Charlie muss in Therapie)
- 2013: Major Crimes (Folge 2x09 Trautes Heim)
- 2014: Two and a Half Men (Folge 11x12 Baseball. Busen. Busen. Baseball.)
- 2014: The Exes (Folge 3x20)
- 2014: Hotel mit Herz (Sweet Surrender, Fernsehfilm)
- 2014: Instant Mom (Folge 1x20)
- 2014: Hot in Cleveland (Folge 5x24)
- 2014–2015: Chasing Life (2 Folgen)
- 2016: Best Friends – Zu jeder Zeit (Best Friends Whenever, Folge 1x15)
- 2016: Odd Couple (The Odd Couple, Folge 3x04)
- 2017–2020: Please Tell Me I'm Adopted! (3 Folgen)
- 2018: Guardians of the Galaxy (Folge 3x11, Stimme)